# 西畑町 (生駒市)
西畑町（にしはたちょう）は、奈良県生駒市の町名。郵便番号は630-0236。

## 地理
生駒市南部に位置し、西に大阪府東大阪市、南に平群町、南から東に藤尾町、東から北にかけて鬼取町と接する。

### 河川
- 神田川 - 竜田川の支流。

## 歴史
西畑村は大和国平群郡に属し、江戸時代初めは幕府領、元和元年（1615年）からは郡山藩領となった。
暗峠越奈良街道に沿った村で、暗峠を境に河内国河内郡と接した。峠には郡山藩の本陣が置かれ、旅籠屋や茶屋が並んでいた。また、峠を越える人の安全を祈念するためか、西畑内の沿道には石仏が多い。

### 沿革
- 1889年（明治22年） - 萩原村・藤尾村・鬼取村・小倉寺村・大門村・有里村・壱部村・小瀬村・乙田村・小平尾村と合併して南生駒村が発足[7]。南生駒村大字西畑となる[5]。
- 1955年（昭和30年） - 生駒町の大字となる[5]。
- 1971年（昭和46年） - 生駒市西畑町となる[5]。

## 世帯数と人口
2019年（令和元年）10月1日現在の世帯数と人口は以下の通りである。
| 町丁   | 世帯数 | 人口 |
| ------ | ------ | ---- |
| 西畑町 | 22世帯 | 61人 |

### 人口の変遷
国勢調査による人口の推移。
| 1995年（平成7年）  | 92人 | [ 8 ]  |  |
| 2000年（平成12年） | 89人 | [ 9 ]  |  |
| 2005年（平成17年） | 75人 | [ 10 ] |  |
| 2010年（平成22年） | 70人 | [ 11 ] |  |
| 2015年（平成27年） | 70人 | [ 12 ] |  |

### 世帯数の変遷
国勢調査による世帯数の推移。
| 1995年（平成7年）  | 19世帯 | [ 8 ]  |  |
| 2000年（平成12年） | 19世帯 | [ 9 ]  |  |
| 2005年（平成17年） | 20世帯 | [ 10 ] |  |
| 2010年（平成22年） | 20世帯 | [ 11 ] |  |
| 2015年（平成27年） | 20世帯 | [ 12 ] |  |

## 事業所
2016年（平成28年）現在の経済センサス調査による事業所数と従業員数は以下の通りである。
| 町丁   | 事業所数 | 従業員数 |
| ------ | -------- | -------- |
| 西畑町 | 5事業所  | 13人     |

## 交通

### バス
- たけまる号
  - 西畑線

### 道路
- 暗越奈良街道（国道308号）